# Braccio a terra
Il braccio a terra, nella tecnica automobilistica, è un dato costruttivo progettuale del sistema di sospensione (di solito anteriore) di un autoveicolo.
Esso identifica la distanza tra l'asse verticale di rotazione su sé stesso del sistema sterzante della ruota (formato normalmente da montante verticale, mozzo ruota, ruota e pneumatico) e la parte centrale dell'area di impronta dello pneumatico a terra.
È chiamato "braccio a terra" perché si comporta come il braccio di una leva (collegato ad un'estremità alla forza di aderenza dell'area di impronta e dall'altra all'asse immaginario intorno al quale gira la ruota quando si aziona lo sterzo) che moltiplica la forza che agisce alla sua estremità per la sua lunghezza.
Ne consegue che impostando il suo valore in fase progettuale (valore legato alla geometria fisica della sospensione) si vuole determinare il livello di sensibilità dello sterzo alle forze a cui è sottoposta la ruota nella marcia. È noto infatti che il volante, per garantire la guidabilità, deve poter trasmettere al pilota alcune reazioni, proporzionali al comportamento del veicolo, specialmente in curva, informandolo sulla posizione delle ruote e sul limite di tenuta.
Il suffisso "a terra" indica che viene misurato nel punto in cui lo pneumatico tocca terra, perché è in questo punto che le forze esterne dovute all'avanzamento del veicolo agiscono sul sistema sterzante.
L'esistenza del braccio a terra, durante la marcia del veicolo, determina la generazione di forze che, agendo sull'area di impronta in base all'andatura del veicolo ed in base alle asperità incontrate, tendono a far ruotare lo sterzo in modo differente in base al valore del braccio a terra, pertanto trasmettono reazioni sullo sterzo e ne influenzano il comportamento.

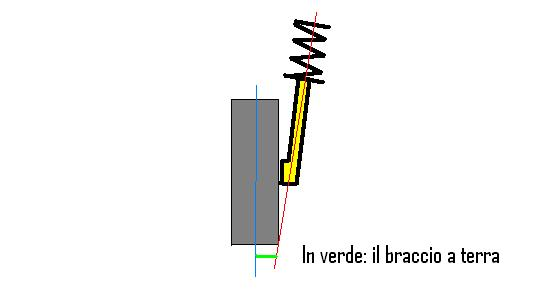
Rappresentazione di una sospensione con braccio a terra positivo: nella figura la dimensione è volutamente esagerata e nella realtà il valore del braccio a terra è dell'ordine di alcuni millimetri

Il braccio a terra può assumere tre valori:
- nullo quando la distanza tra il punto centrale dell'area di impronta e l'asse verticale di rotazione della ruota è pari a zero,  cioè quando il punto centrale dell'area di impronta coincide con l'asse verticale immaginario attorno al quale gira la ruota quando sterza;
- positivo quando il punto centrale dell'area di impronta dello pneumatico è esterno (rispetto alla carrozzeria) all'asse verticale di rotazione della ruota;
- negativo quando il punto centrale dell'area di impronta dello pneumatico è interno (rispetto alla carrozzeria) all'asse verticale di rotazione della ruota;

In caso di braccio a terra nullo, generalmente non vengono trasmesse reazioni allo sterzo, migliorando il comfort durante la marcia; tuttavia non viene mai adottato perché tale scelta determina un'assoluta insensibilità dello sterzo ai cambi di assetto, impedendo le reazioni che aiutano il pilota a valutare la tenuta del veicolo, rendendolo di fatto inguidabile.
In caso di braccio a terra negativo, la ruota riceverà, per effetto delle forze longitudinali dovute alla marcia, una spinta che tende a sterzare maggiormente (sovrasterzo), chiudendo la curva; si utilizza per contrastare la tendenza delle vetture a trazione anteriore ad allargare la curva (sottosterzo); adottando quindi questo valore di braccio a terra, si semplifica di fatto la guida delle trazioni anteriori; di contro si rende lo sterzo meno reattivo e poco "riavvolgibile" penalizzando la sportività del mezzo a favore del comfort;
In caso di braccio a terra positivo, la ruota riceverà, per effetto delle forze longitudinali dovute alla marcia, una spinta che tende a sterzare meno (sottosterzo), allargando la curva; si utilizza per contrastare la tendenza delle vetture a trazione posteriore a sovrasterzare, cioè a chiudere anticipatamente la curva; tale scelta rende lo sterzo estremamente reattivo e preciso, aiutando il pilota ad intuire i limiti di tenuta del mezzo e a facilitare il riavvolgimento del volante a fine curva; si usa quindi nelle vetture con caratteristiche sportive, ma di contro introduce molte reazioni al volante, riducendo il comfort.
Nelle vetture del passato, non coadiuvate dall'elettronica, tale elemento costruttivo era di grande importanza e ne determinava il comportamento su strada; per fare due esempi:
- Alfa 75 (trazione posteriore): braccio a terra positivo;
- Audi 80 (trazione anteriore): braccio a terra negativo.